# Ztráta účinnosti ocasního rotoru

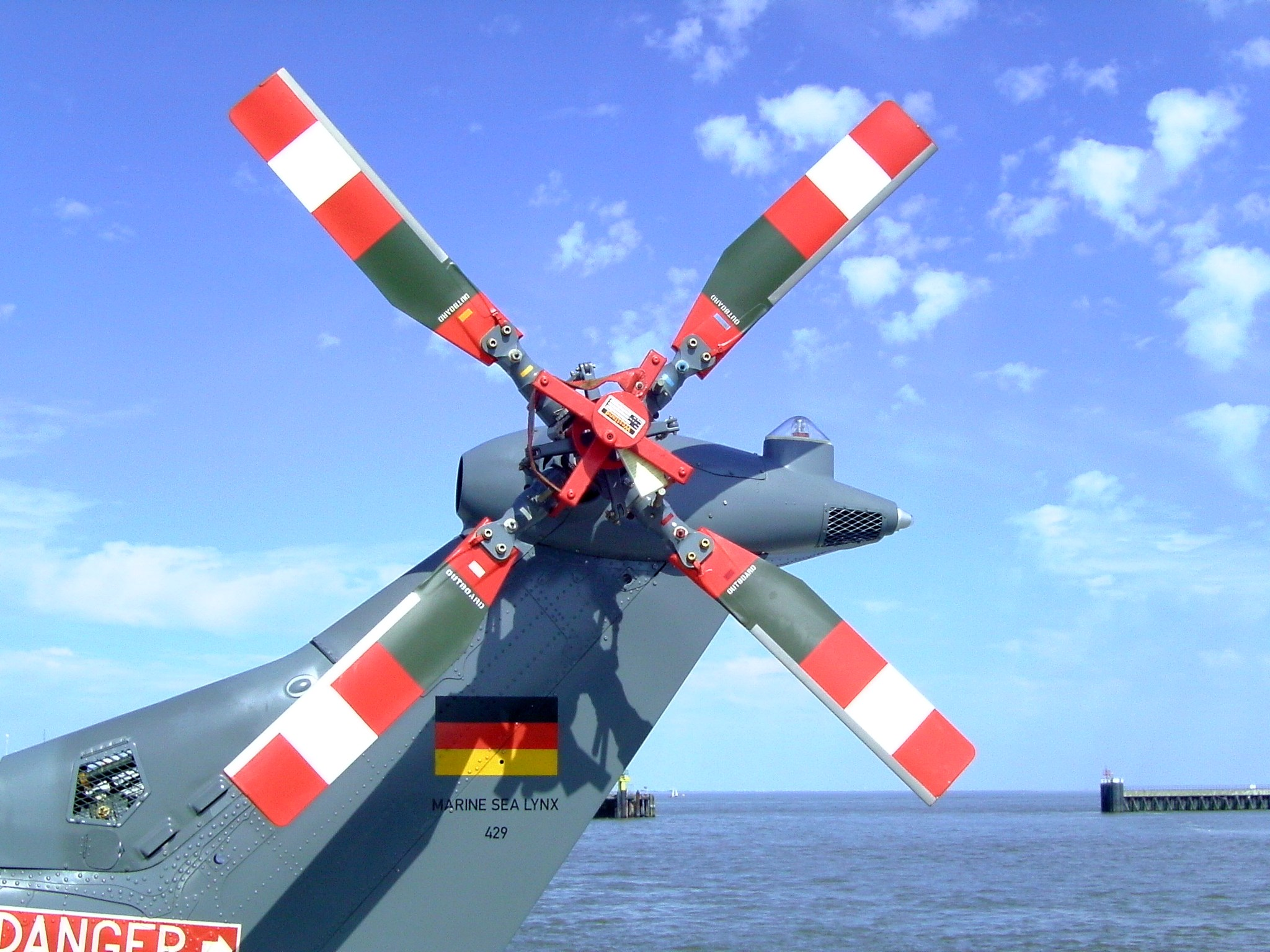
Ocasní rotor vrtulníku Westland Lynx

Ztráta účinnosti ocasního rotoru (anglicky Loss of tail-rotor effectiveness – LTE) je kritická aerodynamická letová charakteristika vyskytující se při letu vrtulníku nízkou rychlostí (zpravidla pod 30 uzlů). Důsledkem tohoto jevu je neřízené rychlé otáčení stroje, které může vést ke ztrátě ovladatelnosti a následné havárii.
Motor pohánějící hlavní rotor vytváří točivý moment, který způsobuje otáčení stroje v opačném směru než rotují listy rotoru. Toto nežádoucí otáčení je třeba vyrovnávat, k tomu slouží ocasní rotor (popř. jiné systémy). Ztráta účinnosti ocasního rotoru tak vede k výše popsaným následkům.
Byly prováděny testy (na helikoptéře Bell 206), během nichž bylo zjištěno, že tato situace může vyvstat za provozu s vysokým výkonem při nízké rychlosti s bočním nebo zadním větrem.
Nevztahuje se nutně na zanedbání údržby nebo na nedostatek zkušeností s pilotáží a může se v různém rozsahu vyskytnout u všech jednomotorových vrtulníků při rychlosti do 30 uzlů (cca 56 km/h). Může nastat při poryvu větru nebo při přistávacím manévru.
Řešením může být zvýšení rychlosti nebo tahu ocasního rotoru, v případě neúčinnosti přechod do režimu autorotace, kdy pouhý vstup do autorotace odstraní točivý moment a poté se třením v kombinaci s rychlostí sníží otáčení stroje. V tomto bodě lze provést zapojení motoru.